# Heinz Richter
Heinz Richter (ur. 24 lipca 1947 w Schlegel) – niemiecki kolarz torowy reprezentujący NRD, wicemistrz olimpijski oraz trzykrotny medalista mistrzostw świata.

## Kariera
W 1968 roku Heinz Richter wystartował na igrzyskach olimpijskich w Meksyku, gdzie drużyna NRD odpadła w eliminacjach wyścigu na dochodzenie, a w wyścigu na 1 km był dziesiąty. Na rozgrywanych dwa lata później mistrzostwach świata w Leicester wspólnie z Thomasem Huschke, Manfredem Ulbrichtem i Herbertem Richterem zdobył srebrny medal w drużynowym wyścigu na dochodzenie. W tej konkurencji zdobył jeszcze dwa srebrne medale mistrzostw świata: na MŚ w Varese w 1971 roku i MŚ w Montrealu w 1974 roku. Ponadto na igrzyskach olimpijskich w Monachium w 1972 roku razem z Thomasem Huschke, Herbertem Richterem oraz Uwe Unterwalderem zdobył kolejny srebrny medal w tej konkurencji. Wielokrotnie zdobywał medale torowych mistrzostw kraju, w tym trzynaście złotych.